# Rånarna
Rånarna är en svensk actionfilm från 2004 i regi av Peter Lindmark.

## Handling
Klara är 33 år och arbetar som kriminalpolis. Hon har slitit hårt för att nå den position hon besitter idag, som utredare för rån och avancerad brottslighet. Klara är nyförälskad i Frank, som arbetar som kirurg för Läkare utan gränser. Historien börjar när ett bankrån sker, som inte liknar något annat rån någonsin i svensk kriminalhistoria. Rånet utförs med militärisk skicklighet, iskall kyla, brutal disciplin men framför allt visste de att banken hade veckans transport av internationella växelpengar till ett värde av 20 miljoner kronor.
Rånarna försvinner från platsen med pengarna och deras flyktbil påträffas brinnande vid ett skogsbryn. Tungt beväpnad polis omringar skogen. En helikopter med värmesökande kamera får upp spår på rånarna, all personal rör sig mot målet men plötsligt försvinner de röda prickarna från skärmen. Klara och hennes kollega Krona sätts då på fallet. Han är ganska konservativ och framför allt väldigt dominant. De inser snart att det inte är vanliga bankrånare de har att göra med.
Rånarna verkar ha information om säkerhetssystem, scheman för bankens rutiner med mera, deras agerande är extremt, och framför allt känner de till polisens arbete. Jakten på rånarna är intensiv, deras metoder blir allt mer raffinerade och skrämmande.
Klara hamnar mitt i skottlinjen, både bokstavligt och bildligt, samtidigt som utredningsmaterialet för henne i en riktning som hon aldrig kunnat föreställa sig.

## Rollista
| Sofia Helin            | – Klara                        |
| Mikael Persbrandt      | – Frank                        |
| Stefan Sauk            | – Greger Krona                 |
| Stina Ekblad           | – Marianne                     |
| Peter Franzén          | – Juha och Jarkko (dubbelroll) |
| Jarmo Mäkinen          | – Raimo                        |
| Steve Aalam            | – Tommy                        |
| Stina Zacco            | – aspiranten, Eva              |
| Stig Engström          | – Ingmar Hjälm                 |
| Irma Schultz           | – Jeanette Hjälm               |
| Simon Averin-Markström | – Johan Hjälm                  |
| Jens Hultén            | – piketbefäl Mattsson          |

## Om filmen
Peter Lindmark stod för regi och manus, berättelsen grundar sig bland annat på information från polisen och den kriminella sidan av samhället. 
De fyra maskerade rånarna i filmen spelades inte av skådespelarna själva utan av två dansare och två stuntmän. Kriminalkommissarien Klara, som spelas av Sofia Helin, var inte van vid rollen som polis. Hon fick därför lektioner av en riktig polisman som lärde henne hantera sitt vapen.
För stuntet med bilen som körde över kajkanten användes en bil utan motor men med radiostyrning, eftersom man inte fick tillstånd att köra ned en bil med förbränningsmotor i vattnet.
Den fiktiva bank som rånas i filmen heter Sveabanken. Åren 1983–1992 fanns det en verklig affärsbank i Sverige som hette Sveabanken.